# インターネットカフェ

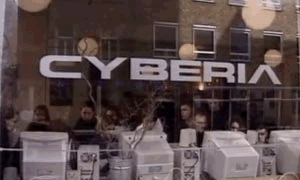
世界最初のインターネットカフェのひとつ

インターネットカフェ（英：Internet café）は、有料でインターネットにアクセスできるパソコンを利用できる施設のことである。欧米ではサイバーカフェとも呼び、日本ではネットカフェ、ネカフェ、ネット喫茶など様々な略称でも呼ばれる。

## 概要

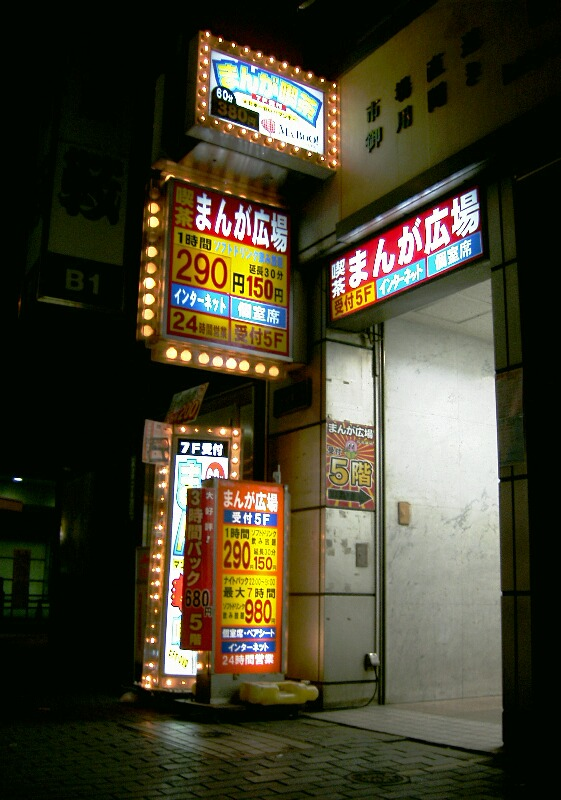
インターネットカフェ店舗例（東京都豊島区）

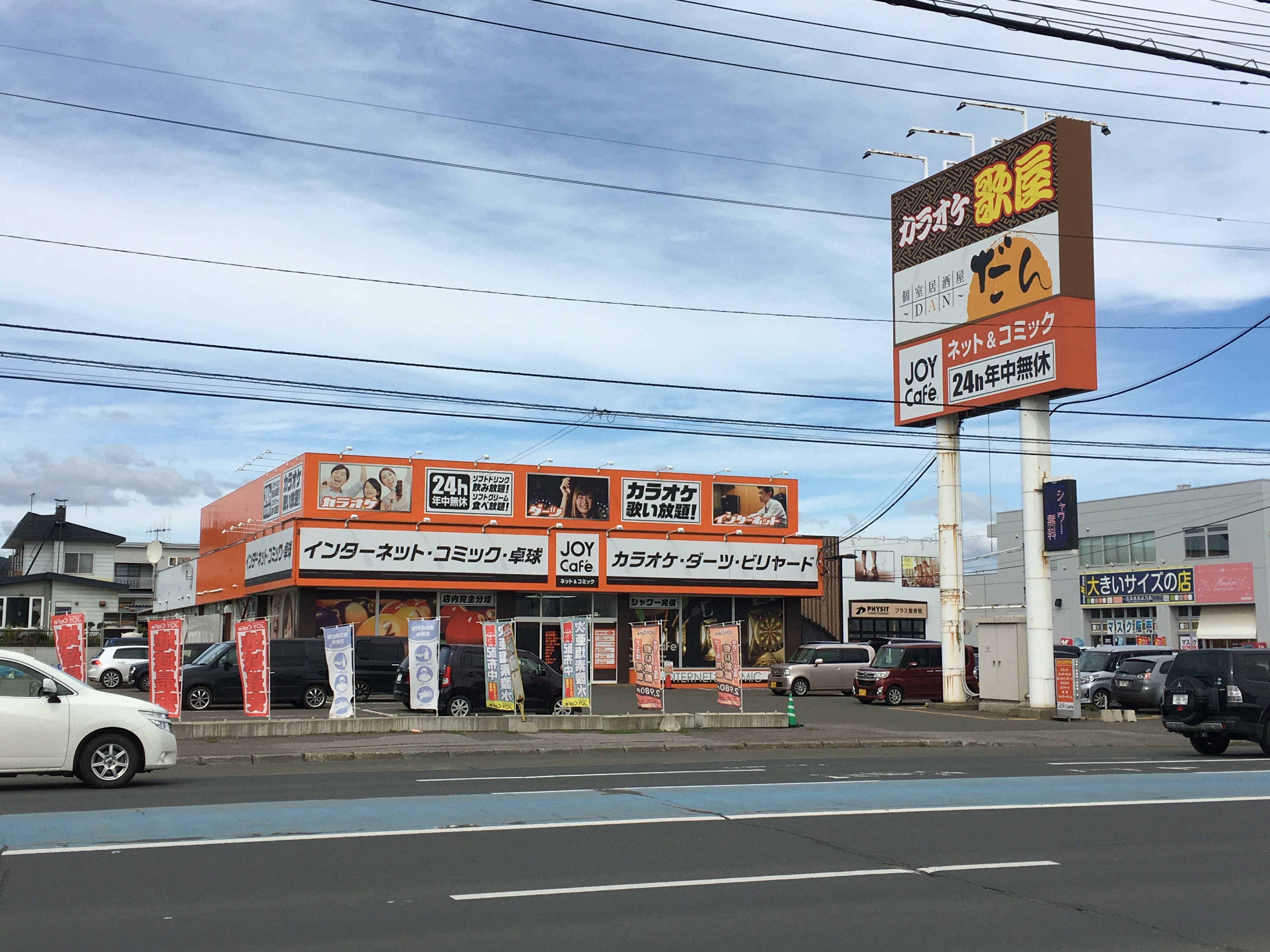
インターネットカフェ店舗例・ロードサイド店舗（北海道北見市）

日本では1990年代にまだ家庭には普及していなかったインターネットをWWW閲覧をするための設備として秋葉原などの電気街で営業していた。2001年以降からパソコン本体価格の低価格化・導入の費用コストの低減、規制緩和によるADSLモデム売切り制導入の開始、電気通信事業者のみ取付工事が許されていたモデム取り付けが個人による設置が可能になったことで煩雑さが解消され、インターネット常時接続（ADSL）を定額料金で利用できる環境が整い普及した。これらの要素により漫画喫茶の付属設備のひとつとしてインターネットが利用できるパソコンの導入が進められた。
自宅にパソコンを所有しない、故障中などで使用できない、ネット常時接続環境を導入していない、旅行中や外出中で個人用のパソコンが使えない（特に据え置き型のデスクトップ型）、といった人々が、気軽にネット環境が利用でき、オンラインゲーム対応パソコンの導入により従来の漫画喫茶の漫画単行本・雑誌と並ぶ集客のコンテンツとして人気が定着。新規ビジネスとして漫画とインターネットを複合化させたインターネットカフェのチェーン展開が多くの企業で行われた。消費者ニーズの高まりを受けて大都市を中心とした出店から地方都市への出店が加速し、インターネットカフェはアミューズメント施設として一般的に認知された存在となった。
韓国・中国(台湾)・ベトナムなどではゲームセンターのように利用され、若者によるネットゲームやe-sportsへの参加は、自宅などより、むしろネットカフェから盛んになった。北朝鮮にもネットカフェは存在するが、利用料金が高く、多くの一般市民が利用できないと言われている。
2010年代になると、後述の諸問題とスマートフォンの登場で世界的に姿を消しつつあるが、インターネット普及途上の地域ではインターネットカフェを通じてウェブを利用するニーズが存在し、インターネットの普及を支えている。

## 日本におけるインターネットカフェ
日本複合カフェ協会の統計によると、2025年3月現在で741店舗が存在している。全国展開しているチェーン店など多数の企業が参画している。

### 店舗の特徴・利用方法
高速回線が普及する前は、手軽に利用できるインターネットへの常時接続環境（ADSLや光回線など）を自宅や宿泊先などに持たない人や、外出中でパソコンを持っていない人が、電子メールの確認やウェブページの閲覧、文書作成を行うのによく用いられた。高速回線普及後も、備え付けのテレビやラジオしか電源が使えないカプセルホテルに比べ、料金がほぼ同じか利用時間によっては安く、インターネットが使え、一部ではテレビ・漫画・雑誌・ゲームが揃い、ドリンクが飲み放題などもあるインターネットカフェの方が便利なため、カプセルホテル代わりに利用する客層も存在する。ビジネスマンや個人旅行客、特に都市部で就職活動を行う地方の大学生や低所得層の旅行者など、宿泊費などの旅費を極限まで節減したい層が該当する。なお、店員が利用時間終了直前の客に利用時間終了間際の旨を伝えるサービスは一切ないので、寝過ごしたなどの過失により利用時間を超過しても、延長料金は自動的に発生する。
中には、いわゆるネットカフェ難民と呼ばれる半ば定住状態になっている日雇い労働者や、家出少年少女も利用するため、社会問題化している。また不特定多数が出入りする環境のため、不正アクセスやネット詐欺などの犯罪に利用されることもある。ネット犯罪や店内備品の万引き対策のため、入店時や会員登録時に本人確認を行うインターネットカフェも増えている。会員登録後であっても、入店時に身分証明書提示を求める店もある。店によっては写真入りのものを要求するところもあれば、金融機関のキャッシュカードやクレジットカード、病院の診察券程度のものでもよいというところもある。この要求レベルは、主に条例の規制強度や店舗の方針により左右され、公的身分証明書の提出が必須の地域や店舗もある。
使用する座席（パソコン）を指定できる。店側から指定される店と、座席を指定せずに空いているパソコンを自由に使用してよいオープン席の店がある。禁煙席と喫煙席（店舗により喫煙席とはいえアイコスなどの加熱式電子たばこのみ使用可としている）に分かれていることが多い。神奈川県では受動喫煙防止条例が施行されたため、全室禁煙もしくは完全分煙となっている。
店舗によっては客席のLAN端子を利用客に開放したり、無線LANのアクセスポイントを設けたりして、利用客のノートパソコンや携帯情報端末（タブレットやスマートフォンなど）、携帯ゲーム機などの持ち込みに対応する事例がある。無線LANの場合は店側が独自のアクセスポイントを設置する場合と、店が特定の公衆無線LANサービスと契約してアクセスポイントを設置する場合がある。
長時間滞在する場合にはパック料金が適用されて割安となる店舗があり、利用時間が長い場合にパック料金が適用される店舗と、入店時に申告が必要な店舗がある。漫画喫茶などと複合化された店舗や、深夜サービスを行っている店舗もある。主な利用者は若い男女や壮年男性など。仕事や娯楽、趣味でインターネットを利用するほか、待ち合わせや時間つぶしにも使われ、宿泊施設として利用する人も存在する。

#### 主なフロア-客席の一例

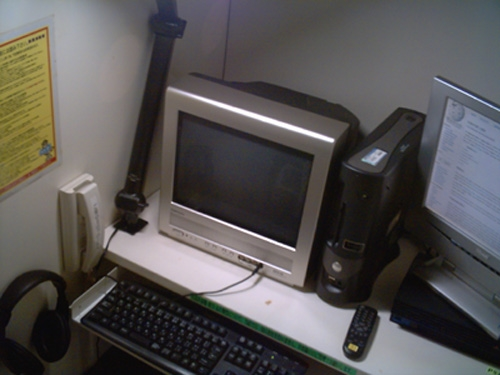
一般的な個室席の様子（東京）

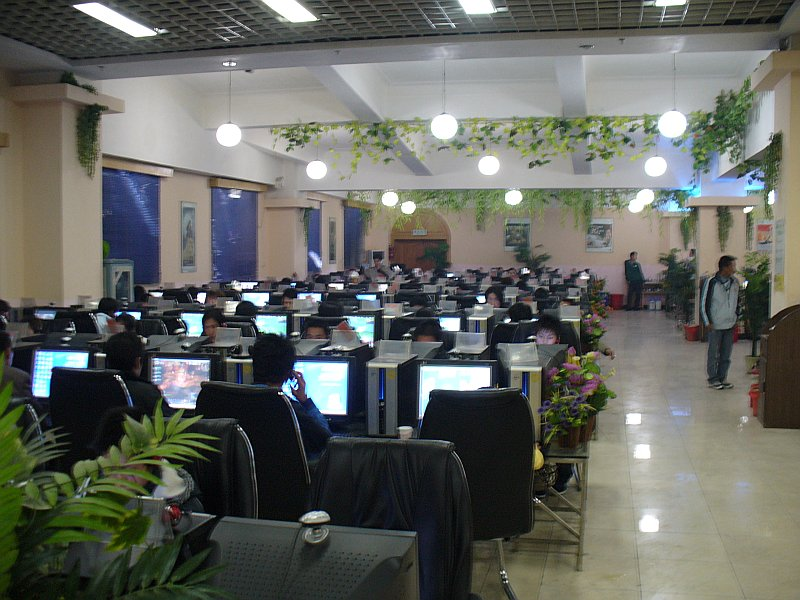
一般的なオープン席の様子（中国・麗江市）

風俗営業等の規制及び業務の適正化等に関する法律（風営法）により、面積5m2以下の個室席を設置する場合は都道府県公安委員会への届け出が義務づけられている。
シングル個室席
近年の主力で、フロアー客席の主流を占める形式。オープン席のような隣席の視線を気にせず利用できることからプライバシーを気にする利用者は個室席を利用する場合が多い。なお、扉は施錠できないようになっていることが多いが、2020年現在は施錠が可能な店舗も存在し、中にはオートロックを用いている店舗もある。条例や自主規制などにより未成年者（18歳未満の者）への個室席の提供が出来ない店舗もある。
ハイスペック席
基本はシングル席と同じだが、高い性能を要求されることが多いオンラインゲームユーザー等のために高性能パソコンを設置している。このため、オンラインゲームにおけるネットカフェ限定特典・イベントが設定されている場合もある。
ペア席
2名で使用することを想定した席。店舗によってはシングルユースで利用できる。日本では2006年の改正風営法により、密室の個室扱いに近いカップル席は同法の解釈に触れることになり、「カップル席の内部が見えない密閉型扉を撤去しないと風俗営業としての届け出が義務となり、原則深夜0時までの営業」と、規制を受けるため警視庁から指導を受けた業界団体・日本複合カフェ協会加盟店舗では、カップル席の中が見通せない密閉型扉は撤去、順次ウェスタン扉などの開放型扉、窓が付けられ室内が見通せる扉に変更された。都道府県によっては、条例などの規制により扉そのものの設置が出来ないところもある。2人同時に操作ができるよう、1室にパソコンが2台設置されている場合がある。
フラット席
お座敷のように平坦な席。靴を脱いで上がる。寝転がったり、足を伸ばしてくつろぐことができる。割増料金を徴収する店舗もあれば、通常料金で利用可能の店舗もある。
ナイトパックを使用して就寝する人に人気がある。
リクライニング席
背中を倒したりしてくつろげる。割増料金を徴収するチェーン、通常料金で利用可能のチェーンがある。
マッサージ席
本格的なマッサージチェアーが利用できる。割増料金を徴収するチェーン、通常料金で利用可能のチェーンがある。
リビングルーム
家族や3人以上のグループで利用する場合には便利な大部屋。
オープン席
日本では近年の個室席人気に押されて、PCを置いたオープン席は減少したが、漫画を読むスペースとしてオープン席を確保している店舗が多い。条例によっては、18歳未満の者の利用はオープン席に限られる地域もあり、そのような地域ではオープン席が一定数は確保されている。オンラインゲーマー向けに、ハイスペックオープン席が設置されている店舗もある。他の席より割安なことが多い。

### インターネットカフェの諸問題

#### 盗難犯罪
店舗の構造上、死角が多く、置き引きや盗難が発生することもある。盗難の被害に対して、店に補償・賠償の責務はない。インターネットカフェチェーン店舗の受付カウンターなどには、注意事項として「貴重品類はすべて自己責任で管理すること」等が掲示されている。

#### パソコンのセキュリティ関連
料金が前払いの場合は、使用した後そのまま退席しても構わないが、パソコンを再起動させて使用履歴を消してから退席することが推奨される。2003年にはインターネットカフェのパソコンに不正にインストールされたキーロガーによりパソコンに入力したパスワードが漏洩する事件が発生するなどしたため、利用者に自由にソフトウエアのインストールや設定の変更をさせないために、ネットカフェのパソコンのアカウントの権限を「標準ユーザーアカウント」に変更することとなった。その後、再起動されると利用者がインストールしたソフトウェアやインターネット閲覧履歴等が消去されるハードディスク初期設定復元ソフトウェアが開発され、インターネットカフェ各チェーンに急速に普及した。銀行や証券口座のネット取引や、メールやISP等へアクセスするためのパスワード、クレジットカード情報など重要情報の入力はインターネットカフェでの利用は避けるか、やむを得ず利用する場合は使用前にはパソコン再起動・使用後にも再起動を実施することでリスク回避になる。
自宅のブロードバンドのように回線やプロバイダの契約が不要で、不特定多数が利用することから、後から利用者を特定することは難しいため、ネット詐欺などの犯罪行為に利用されたこともある。掲示板に個人や企業への誹謗中傷や、犯罪予告を書き込むなどの問題も発生している。このため、掲示板サイトへの書き込みを店側が規制していたり、逆にサイト側から規制されていることもある。コンピュータウイルスの放流や、メールボム、DoS攻撃などの攻撃ソフトの利用などの可能性もあり、ファイル交換ソフトの利用で回線の帯域を占領されるケースもあるため、外部から持ち込まれたソフトウエアの使用が規制されることも多い。「表現の自由」を逸脱した誹謗中傷行為に対しては、携帯電話や自宅のパソコンだけではなくインターネットカフェでの書き込みに対しても名誉毀損罪での立件が検討されている。

#### 衛生面の不備
衛生面についても一部の店舗において問題になっている。特に、24時間営業型のインターネットカフェについては、空気の総入れ替えのような大掛かりな掃除が難しいこと、ビルの一室といった閉鎖的空間に大量の人間が長時間滞在するという状況が加わることによって、インフルエンザや結核といった感染症が蔓延する危険性が指摘されている。

#### 他者に由来するリスクへの不備
火災や地震などの緊急事態や、硫化水素自殺への対策が懸念される。店舗の構造上、共同トイレやシャワー室で火災が発生したり硫化水素による自殺が行われた場合、一般客が巻き添えを食うばかりでなく、生活苦・貧困にさらされているネットカフェ難民化した常連客の自殺をも誘引する確率が高いという事情がある。

### 行政・警察による防犯目的の規制強化
大阪府では2006年から「改正青少年健全育成条例」が施行され、身分証明書を提示させたり会員制とする等によって、未成年の深夜入店を禁止するという、行政と警察の指導による規制強化が実施されている。
東京都では、2010年3月に身分証明書の提示・確認義務を定めたインターネット端末利用営業の規制に関する条例が成立、同年7月1日から施行され、身分証コピーの収集による規制が強化され、業界団体「日本複合カフェ協会」の見解に同意する店舗において、会員制を取る店が大半となってきている。日本複合カフェ協会では、店舗運営ガイドラインに「会員制度の採用の努力義務」が盛り込まれている。そのため、同協会加盟（浜松店を除く）で非会員制がほとんどだったメディアカフェポパイ（サンコー・よしみつ・あらき・タイムス・カキタ・フューチャーマーケティング・堀川商事・信用産業・ファーストネット（同社のみ非加盟）の9社が運営）も2008年4月（広島県などは3月から先行実施）から一部の店舗を除き順次会員制に転換した。ただし、まんがランドやマンボーなどのように非会員制、身分証明書提示不要を一貫して採用する店舗もある。
身分証による本人確認を主張する意見がある一方、インターネットカフェが身分証のコピーを収集することは、個人情報流出の危険が伴うことから、防犯上の対策ならば、防犯カメラの設置による使用者の特定で十分であるという意見もある。この意見によれば、インターネットカフェが採用する使用者特定の方法が、身分証確認によるものでも、防犯カメラの設置よるものであっても、為された犯罪を幇助したことに当たるかどうかというインターネットカフェが負う刑事上民事上の責任については、全く差が生じないからであるという。インターネットカフェが幇助の責任を負うならば、共同不法行為による損害賠償は、共同不法行為を行った者の連帯債務となるのであるから、保管する身分証コピーによって使用者の住所・氏名を割り出せたとしても、使用者を割り出せない場合と同様に、インターネットカフェは賠償責任を負うことになるという主張もなされている。刑事上の責任については、身分証による使用者特定方法を採用しないことは幇助罪に該当しないという自らの法的見解を刑事当局に対して明確に示すこと及び、一部の悪質な利用者について防犯カメラ映像とログを自主的に警察へ提供することによって、幇助罪の嫌疑は免れるという主張がなされている。使用者特定による方法では、いわゆる「踏み台ソフト」を仕掛けられることによって、使用者が知らない間にバックグラウンドで不正な通信がなされることにより、冤罪に問われる危険性もある。貧困者を使った違法なアルバイトとして犯罪が行われる場合もあり、使用者特定による防犯には限界がある。
使用者特定の強化による防犯ではなく、アクセス内容の規制による方法も試みられている。鳥取県では2008年4月1日から「改正青少年健全育成条例」、広島市では2008年7月1日から「青少年と電子メディアとの健全な関係づくりに関する条例」が施行され、18歳未満の者（ただし、利用者の年齢を確認できない場合は、全ての利用者）が、インターネットに接続できる端末設備を通じて有害情報を閲覧できないようにするため、フィルタリングソフトの導入が義務づけられており、違反した場合は罰則（鳥取県。改善命令に従わなかった場合は最高50万円以下の罰金）または事業者名の公表（広島市）がある。
店舗内の構造に対する規制強化も進められている。2008年5月21日、業界団体「日本複合カフェ協会」は、一部の加盟店舗が室内の見通しを悪くしない事という店舗運営ガイドラインを遵守していなかったとして書類送検された。2008年2月18日、広島県警察及び広島中央警察署・広島東警察署は広島県公安委員会の許可を得ずに店内を見通し悪く間仕切りして面積5m2以下の個室を設置し、飲食を提供していたとして、広島市中区のメディアカフェポパイ2店舗（本通店・えびす通り店）及び運営企業のサンコーを風俗営業等の規制及び業務の適正化等に関する法律違反（区画席飲食店の無許可営業）で捜索した。これまでにも広島県警察は2回にわたり、店内の設備や営業内容を見直すようサンコーに指導したが、改善されなかったため全国初の捜索に踏み切った。5月15日、サンコー及び社長と店長ら関係者を広島区検察庁に書類送検した。このことを受け、広島市内で緊急集会が開催され、ガイドラインを遵守するよう声明文が出されている。
2010年3月に東京都議会で、身分証明書の提示・確認義務を定めたインターネット端末利用営業の規制に関する条例が成立、同年7月1日から施行されたことを受け、以下の影響が発生している。
- 事業撤退し、他店舗へ
気分転換（現：ゲラゲラ）によると「システム導入に1000万円かかる」ということで事業撤退をしたとのこと[16]
- 漫画喫茶への転換
- 一部のパソコンを撤去し、非会員にも開放
- パソコンをロックする機能を導入し、非会員にも開放